# Pyramica cavinasis
Pyramica cavinasis är en myrart som först beskrevs av Brown 1950.  Pyramica cavinasis ingår i släktet Pyramica och familjen myror. Inga underarter finns listade i Catalogue of Life.

## Bildgalleri